# SteamWorld Tower Defense
SteamWorld Tower Defense é um jogo eletrônico de tower defense da desenvolvedora sueca Image & Form. Ele foi lançado digitalmente para Nintendo DSi na América do Norte, Europa e Austrália em 5 de julho de 2010. É o primeiro jogo lançado na série SteamWorld.

## Jogabilidade
Em SteamWorld Tower Defense, o jogador controla um exército de robôs a vapor em uma jogabilidade no estilo de tower defense. O objetivo do jogo é derrubar tropas de humanos invasores em sua tentativa de roubar ouro das instalações de mineração dos robôs. Para completar uma missão, o jogador deve derrotar ondas de soldados humanos construindo e estrategicamente posicionando robôs de ataque com um leque de habilidades e armas diferentes. É possível jogar o jogo em diversos níveis de dificuldade.

## Recepção
Segundo o agregador de críticas Metacritic, SteamWorld Tower Defense recebeu "críticas mistas ou medianas", com uma nota média agregada de 71 de 100. Em sua crítica positiva, a IGN elogiou o "estilo único" e nível de polimento do jogo, bem como seus gráficos e controles. A Nintendo World Report concordou com os elogios aos controles com a caneta stylus do Nintendo DSi, mas criticou a dificuldade acentuada do jogo e a falta de inovação na jogabilidade do jogo quando comparado a outros jogos de tower defense. A Nintendo Life ecoou as críticas à dificuldade e falta de inovação do jogo, mas o recomendou para fãs do gênero.

## Desenvolvimento
Em seu canal no YouTube, a Image & Form revelou que SteamWorld Tower Defense é o jogo mais difícil que o estúdio já criou. Aparentemente, o desenvolvedor chefe do jogo foi o único dos funcionários da Image & Form a conseguir completar o jogo.
O jogo se passa antes dos eventos retratados em SteamWorld Dig e SteamWorld Heist.